# Borikenophis
Borikenophis är ett släkte i familjen snokar. Släktet tillhör underfamiljen Dipsadinae som ibland listas som familj. Arterna infogades tidigare i släktet Alsophis.
Arterna är med en längd omkring 150 cm medelstora ormar. De förekommer på öar i Västindien. Släktets medlemmar hittas bland annat på steniga slänter som på jordbruksmark. De jagar främst ödlor. Honor lägger ägg.
Arter enligt The Reptile Database:
- Borikenophis portoricensis
- Borikenophis prymnus
- Borikenophis sanctaecrucis
- Borikenophis variegatus